# Formalia
Formalia är de ordningsfrågor som ett möte måste behandla för att få beslutsmässighet, och kunna övergå till sakfrågorna.
Som exempel på frågor som behandlas under formalia kan nämnas val av mötesordförande, mötessekreterare, justeringsperson och rösträknare. Andra exempel är beslut om mötets behöriga utlysande, justering av röstlängd, tidigare mötens mötesprotokoll och fastställande av dagordning.